# Rinorea crassa
Rinorea crassa är en violväxtart som beskrevs av P.F. Stevens. Rinorea crassa ingår i släktet Rinorea och familjen violväxter. Inga underarter finns listade i Catalogue of Life.